# Верхняя Монастырская
Верхняя Монастырская — слобода в составе Ямского сельского поселения Болховского района Орловской области. Население 59 человек (2010).

## История
Кандидат исторических наук А. Ю. Саран пишет (2015), что Верхняя Монастырская упоминается с 1939 по 2010 годы .

## География
Слобода расположена в центральной части Среднерусской возвышенности в лесостепной зоне, в пригороде города Болхов вблизи реки Нугрь. Уличная сеть не развита.
Климат
близок к умеренно-холодному, количество осадков является значительным, с осадками в засушливый месяц. Среднегодовая норма осадков — 627 мм. Среднегодовая температура воздуха в Болховском районе — 5,1 °C.

## Население
| 2010 |
| ---- |
| 59   |

Возрастной состав
По данным администрации Ямского сельского поселения, опубликованным в 2017—2018 гг., в слободе проживают 57 жителей, среди них 6 человек до 16 лет, 9 человек от 16 до 29 лет, 23 человека от 29 до 55 лет, 19 человек старше
трудоспособного возраста
Национальный состав
Согласно результатам переписи 2002 года, в национальной структуре населения
русские составляли 95 % от общей численности населения в 56 жителей

## Инфраструктура
Развито сельское хозяйство.
Действует Оптин монастырь.
Действовал бывший колхоз "Заветы Ленина"

## Транспорт
Просёлочные дороги. Выезд на автотрассу Р-92.